# آرنه كارلسن
آرنه كارلسن (بالدنماركية: Arne Karlsen)‏ هو لاعب كرة قدم دنماركي، ولد في 13 أكتوبر 1939 في هولستيبرو في الدنمارك، وتوفي في 16 يوليو 1960 في أوريسند في الدنمارك بسبب تحطم طائرة.